# Aprostocetus collega
Aprostocetus collega är en stekelart som först beskrevs av Julius Theodor Christian Ratzeburg 1844.  Aprostocetus collega ingår i släktet Aprostocetus och familjen finglanssteklar. Arten är reproducerande i Sverige. Inga underarter finns listade i Catalogue of Life.